# Diego Mullor
Diego Mullor Heredia (San Roque, 1881-Tánger, 1958) fue un dibujante y caricaturista español.

## Biografía
Nació al parecer un 22 de noviembre de 1881 en la localidad gaditana de San Roque, si bien también puede encontrarse datado su nacimiento el 16 de marzo de 1882, en Málaga. Instalado en Melilla, se dedicó a la ilustración para postales. Mullor, que también cultivó la caricatura y la pintura, fue condenado tras la guerra civil por el Tribunal Especial para la Represión de la Masonería y el Comunismo. Falleció el 15 de octubre de 1958 en la ciudad marroquí de Tánger.